# Lean C
Leandro Caligiuri (Buenos Aires, 10 de febrero de 1985) conocido artísticamente como Lean C, es un cantante argentino de música urbana. Ha sido tecladista de varias bandas.

## Biografía

### Inicios
Su primer contacto con la música fue cuando tenía 8 años, sus padres al ver que podía poseer cualidades le regalaron con mucho esfuerzo su primer instrumento, un órgano. A los 12 años comenzó sus estudios de forma particular, para finalmente a los 15 ingresar al conservatorio con el objetivo de recibirse como profesor de música.
A principios del año 2019 lanza su primer composición en la plataforma de videos Youtube titulada "Dueña de mis sueños". La misma es una mezcla nueva e innovadora de cumbia y reguetón,  con la cual emprende su camino de difusión para todo el año 2019.
A raíz de la aceptación del público ante el lanzamiento de su primer single, Lean C comienza a abrirse camino en la industria de la música popular argentina, llegando así a poder hacer la primera de sus muchas presentaciones en el conocido programa musical, Pasión de sábado.

### Colaboración destacada
A fines del año 2019 y ya habiendo logrado varias colaboraciones con distintos artistas del género urbano en crecimiento de Argentina, logra una colaboración que le daría el broche de oro a su cierre de año, siendo esta nada más y nada menos que el relanzamiento de una canción que fue icónica en la década de los 90, "Amor sincero" interpretada por la reconocida cantante argentina, quien formó parte del popular grupo musical Las Primas, Daniela. Dicha colaboración fue presentada de forma oficial a todo el país el 21 de diciembre de ese año, en el popular programa de música tropical Pasión de sábado.
A principios de 2021 Lean C hace un cambio rotundo dentro de su carrera musical llevando su estilo al nuevo movimiento conocido como Pop Urbano y lanzando un nuevo EP llamado All In donde su corte de difusión es QUEDATE, una colaboración realizada junto al rapero Argentino G Sony.

### Actualidad
En la actualidad Lean C continúa trabajando en la consolidación de su carrera musical, logrando a la fecha el reconocimiento como artista verificado de las distintas plataformas digitales de música más importantes tales como; Genius, Spotify, Youtube, Musixmatch entre otras, y enfocándose en sus próximos lanzamientos musicales donde propone imponer un nuevo estilo popular e innovador dentro del mercado Argentino al que bautizo como "Cumbianteo" y así poder llegar a abarcar gran parte del mercado musical popular del país.

## Discografía
- Dueña de mis sueños - 2019.
- No puedo olvidarla - 2019.
- Nos escapamos - 2019.
- Morenita - 2019.
- Sacude - 2019.
- Amor sincero Ft Daniela - 2019.
- Lo intento (Remix) - 2020.
- Qudate (Ft. G Sony) - 2021
- Cumbianteo - 2021
- Como leones - 2021